# Ready for Romance
Ready for Romance is het derde album van Modern Talking. Het is de opvolger van het tweede album Let's Talk About Love. Ready for Romance werd in 1986 wereldwijd uitgebracht en bevat twee internationale hits, Brother Louie en Atlantis Is Calling (S.O.S. for Love). Het album werd geproduceerd en geschreven door Dieter Bohlen. In de Nederlandse Album Top 100 kwam het tot plaats 6 en bleef het 18 weken lang in deze hitlijst staan.

## Betrokkenen
- Thomas Anders: zang
- Rolf Köhler: zang, koor
- Michael Scholz: koor
- Detlef Wiedeke: koor
- Birger Corleis: koor
- Dieter Bohlen: producer, teksten
- Luis Rodriguez: coproducer

## Tracklist
1. Brother Louie (3:41)
2. Just We Two (Mona Lisa) (3:54)
3. Lady Lai (4:55)
4. Doctor for My Heart (3:16)
5. Save Me - Don't Break Me (3:45)
6. Atlantis Is Calling (S.O.S. for Love) (3:48)
7. Keep Love Alive (3:25)
8. Hey You (3:20)
9. Angie's Heart (3:37)
10. Only Love Can Break My Heart (3:35)